# Theodosiusobelisken

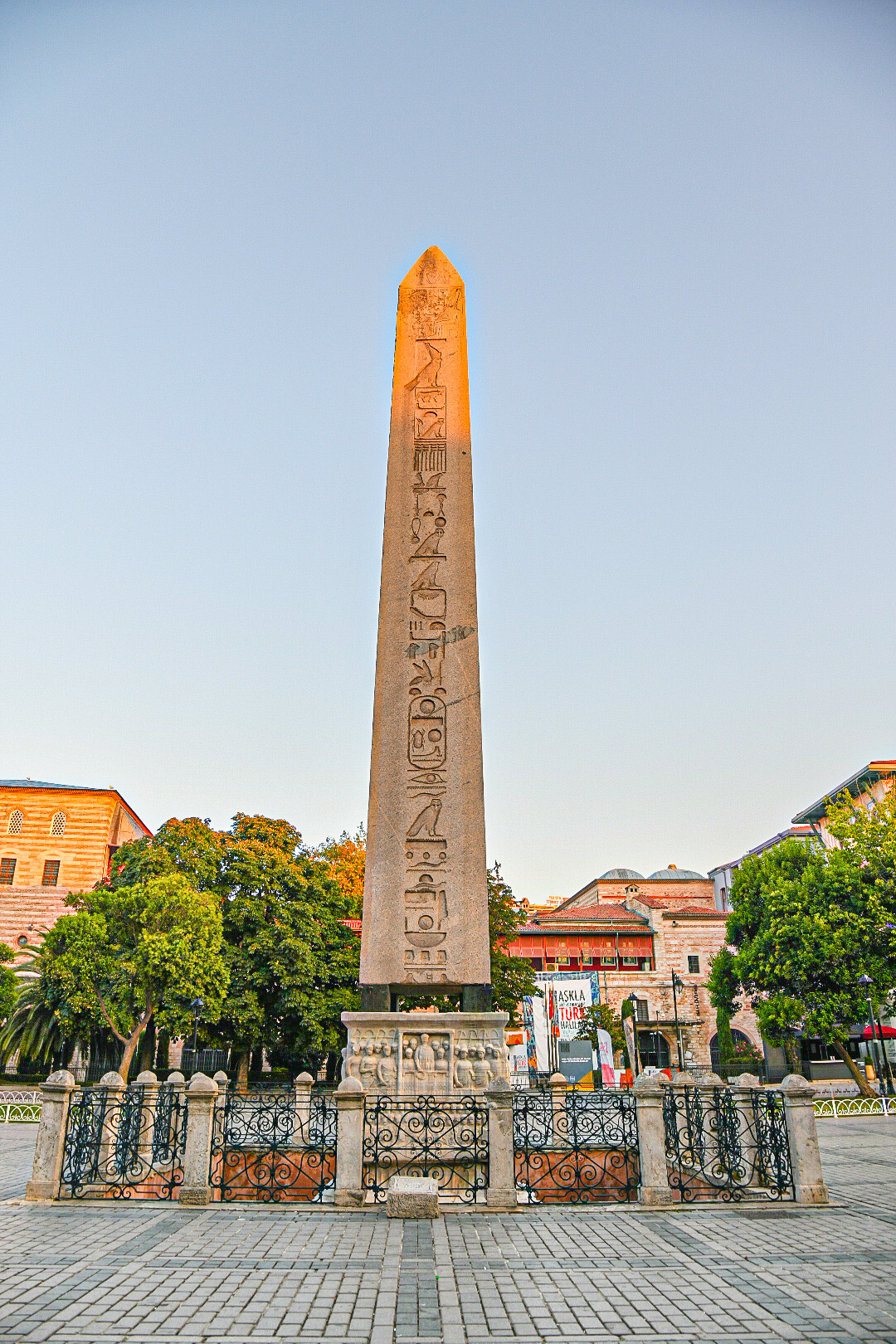
Theodosiusobelisken

Theodosiusobelisken (turkiska: Theodosius Dikilitaşı) i Istanbul är en obelisk tillverkad under den artonde dynastin i det forntida Egypten. Obelisken står i Istanbuls antika hippodrom Sultanahmet Meydanı mellan Blå moskén och konstmuseet Türk-Islam Eserleri Müzesi i stadsdelen Fatih på stadens europeiska sida. Obelisken flyttades från Egypten till Turkiet under 300-talet.

## Obelisken
Theodosiusobelisken är en monolit huggen i ett stycke i röd granit med en nuvarande höjd på cirka 19,6 meter (25,6 m med piedestal) och en nuvarande uppskattad vikt på mellan 190 och 200 ton. Basen mäter cirka 2,5 x 2,5 meter. Pelaren är täckt med hieroglyfer och har en pyramidion på toppen.
Obelisken var troligen högre från början och bedöms vara en tredjedel kortare utifrån beskrivningar i Karnak, från början hade obelisken en uppskattat höjd på cirka 29 meter och en vikt på cirka 380 ton. Obelisken vilar på fyra kuber i brons.

## Historia
Theodosiusobelisken är en av två obelisker som ursprungligen restes framför ett tempel i Karnak under farao Thutmosis III regeringstid (omkring 1450 år f.Kr.) under Nya riket. Dessa flyttades under kejsare Constantius II regeringstid omkring 357 e.Kr. till Alexandria. Den ena obelisken restes där, den andra obelisken (Lateranobelisken) flyttades kring samma tid till Rom och restes på Circus Maximus. Theodosiusobelisken förblev i Alexandria.
Kring omkring 363 e.Kr. sände kejsare Julianus Apostata en skrivelse till Alexandria med en begäran att den kvarvarande obelisken skulle flyttas till Konstantinopel för att fullfölja Constantius IIs planer. I skrivelsen framkommer att Constantius II redan hade förberett flytten bland annat genom byggandet av ett särskilt fraktfartyg.
Omkring 390 e.Kr. lät kejsare Theodosius I flytta den till Konstantinopel (nuvarande Istanbul) där den restes på hippodromens Spina (dekorerad barriär i arenans mitt) och förblivit där sedan dess. Theodsosius uppdragade även ett nytt fundament i marmor,  där inskriptionerna på grekiska och latin bland annat anger att resningen tog 30 dagar. Obelisken är det äldsta mänskligt tillverkade monument i staden. På hippodromen 75 meter bortom står ytterligare en obelisk (Constantiusobelisken).